# وسپا پی‌ایکس

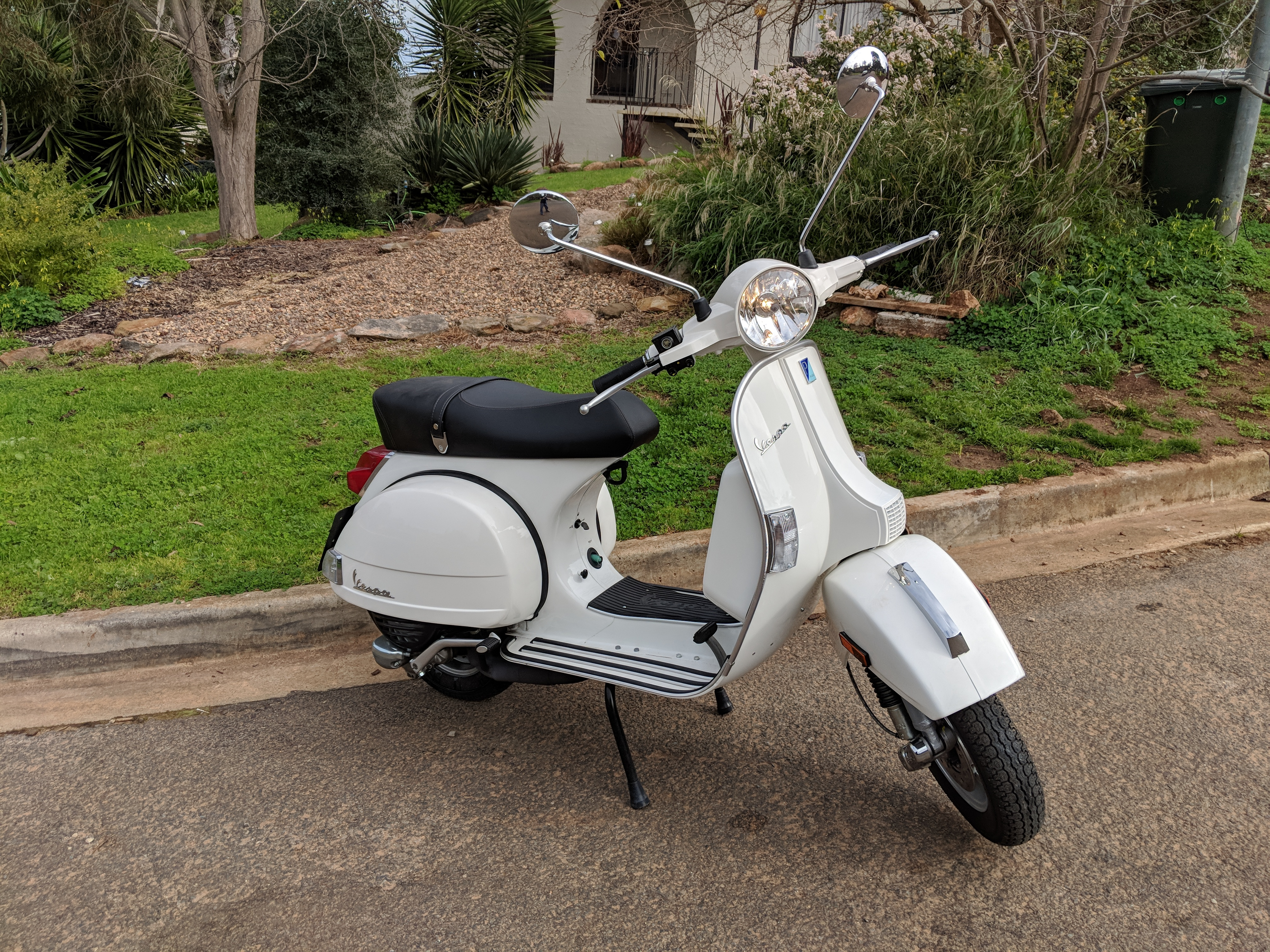
وسپا پی‌ایکس۱۵۰ (مدل ۲۰۱۷)

وسپا پی‌ایکس (به انگلیسی: Vespa PX) یک موتورسیکلت اسکوتر تولید شده توسط کمپانی پیاجو با نام تجاری وسپا است.
تولید پی‌ایکس در اوایل سال ۲۰۱۷ به پایان رسید زیرا این موتور نتوانست الزامات آلایندگی یورو ۴ را برآورده کند.

## تاریخچه
وسپا پی‌ایکس اولین بار در سال ۱۹۷۷ در میلان به عنوان مدل nuova linea (خط جدید) ارائه شد. وسپا با دو ترمز کاسه‌ای، یک موتور تک‌سیلندر (سر آلومینیومی) و یک شاسی فولادی ساخته شده‌است، اما با یک سیستم تعلیق جلو جدید و یک محور عقب اصلاح شده برای ثبات بیشتر درنظر گرفته شد و به صورت وسپا پی‌ایکس۱۲۵ و وسپا پی۲۰۰ایی با احتراق الکترونیکی (ایی برای الکترونیک) و از سال ۱۹۷۸ به عنوان وسپا پی۱۵۰ایکس توزیع می‌شد. پی‌ایکس ۸۰ در سال ۱۹۸۱ ظاهر شد.
در سال ۱۹۸۵ یک نمونه اسپرت به بازار عرضه شد با نام: وسپا تی۵ با قدرت ۱۲ اسب بخار در سال ۱۹۹۲، همزمان با پنجاهمین سالگرد وسپا، اسکوتر با موتور تی۵ و بدنه به سبک پی‌ایکس ارائه شد. این محصول با عنوان Vespa PX 125 T5 Classic به بازار عرضه شد.

## نگارخانه

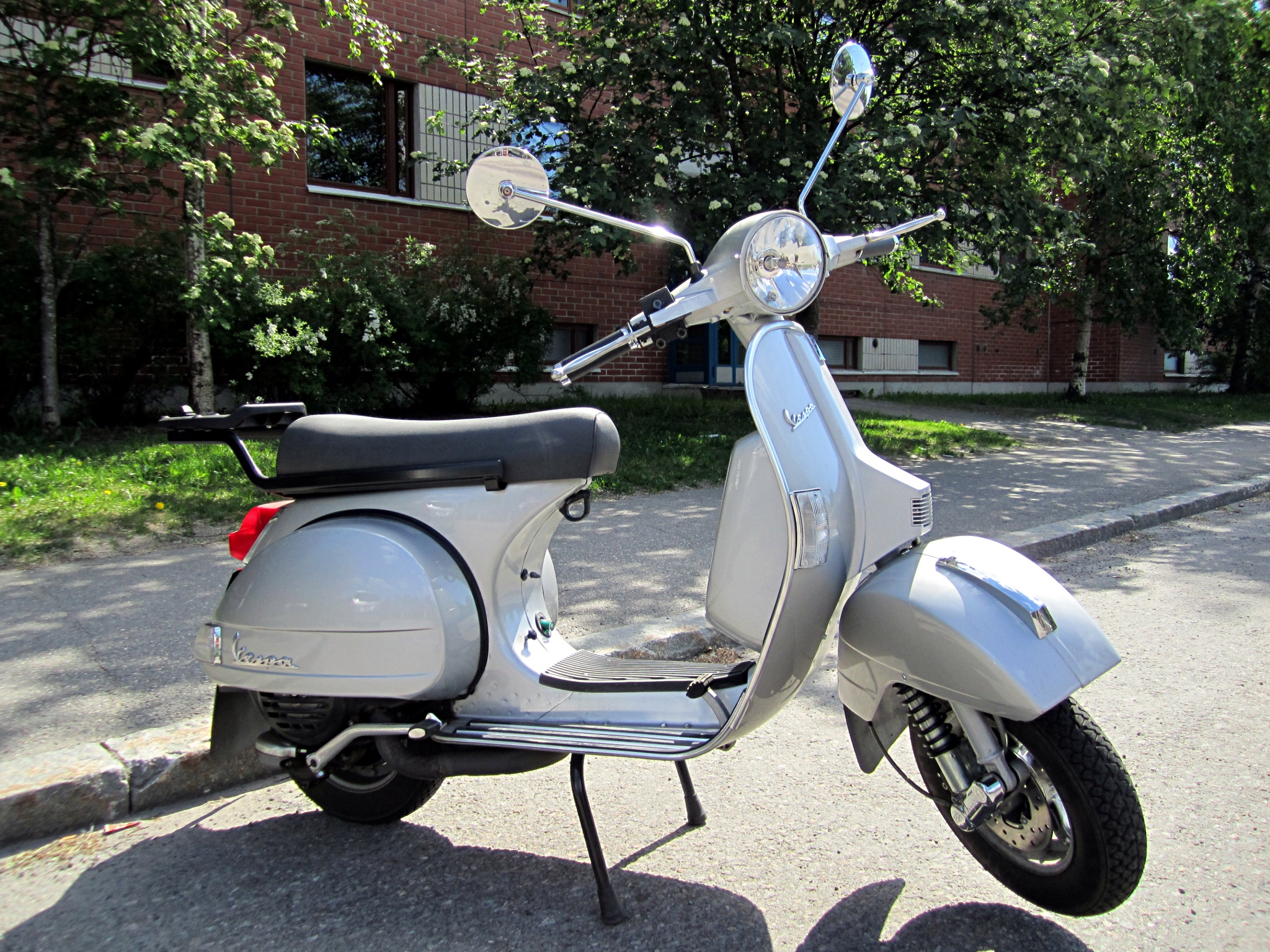
وسپا پی‌ایکس۲۰۰ (مدل ۲۰۰۳)
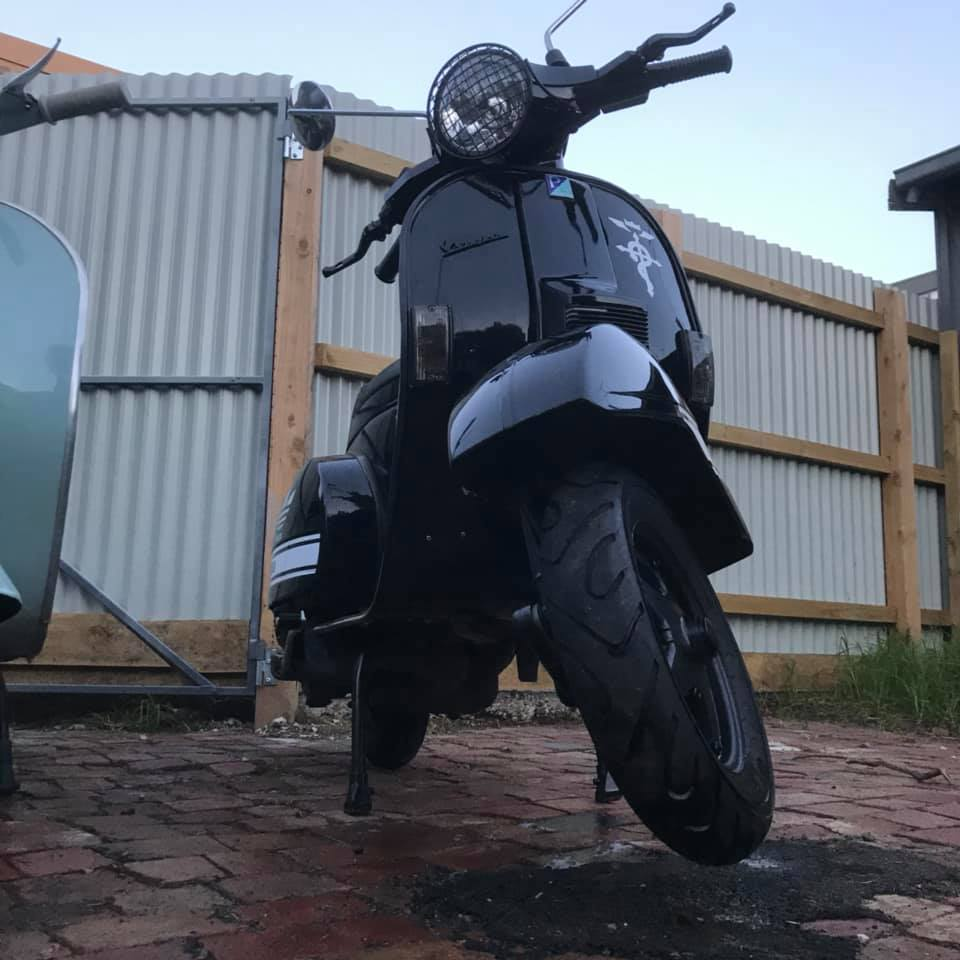
وسپا مشکی پی‌ایکس ۲۰۰ (مدل ۲۰۰۵)
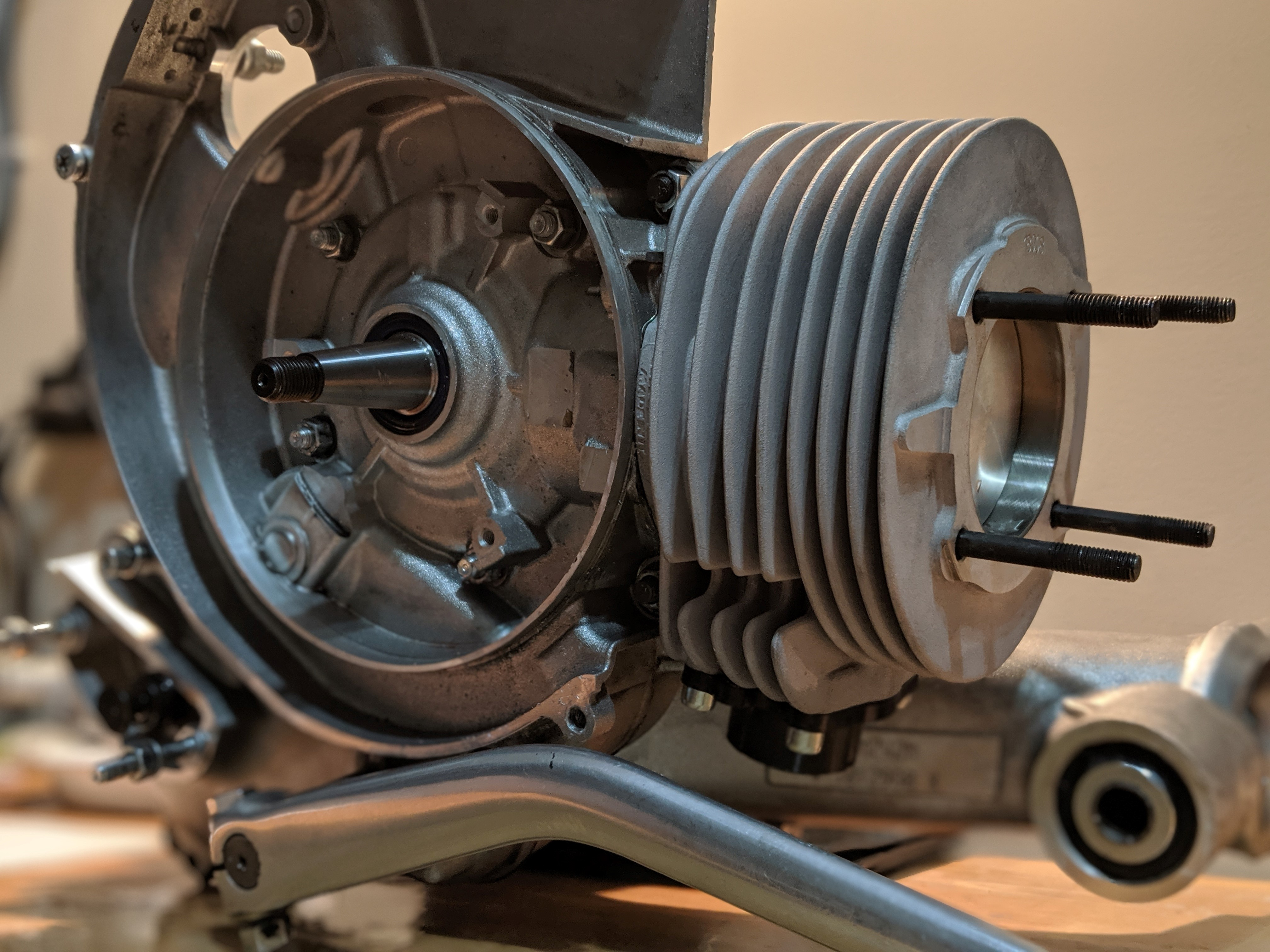
کیت موتور